# Macquartia viridescens
Macquartia viridescens är en tvåvingeart som beskrevs av Robineau-desvoidy 1830. Macquartia viridescens ingår i släktet Macquartia och familjen parasitflugor.
Artens utbredningsområde är Frankrike. Inga underarter finns listade i Catalogue of Life.